# 273. Infanterie-Division (Wehrmacht)
Die 273. Infanterie-Division war eine deutsche Infanteriedivision im Zweiten Weltkrieg. 

## Geschichte

### Aufstellung
Die Division wurde am 22. Mai 1940 im Wehrkreis III aufgestellt. Die Aufstellung dieser Division wurde für den Fall eines länger andauernden Westfeldzuges geplant. 

### Abbruch der Aufstellung
Aufgrund eines schnellen Endes des Westfeldzugs durch den Abschluss eines Waffenstillstandes mit Frankreich wurde die Aufstellung der Division vor ihrer Vollendung am 22. Juli 1940 abgebrochen.